# スーパーヒーロータイム
- 仮面ライダーシリーズ > スーパーヒーロータイム
- スーパー戦隊シリーズ > スーパーヒーロータイム
- （旧ニチアサキッズタイム） > スーパーヒーロータイム

『スーパーヒーロータイム』は、テレビ朝日系列（ANN）で放映される東映制作の子供向けテレビドラマ（特撮ヒーロー）番組枠に2003年度後期より名付けられた名称。
コンプレックスとなっているが、新聞番組表ではこれらの文言は原則登場せずそれぞれ個別に掲載され、かつ地上デジタル放送によるデータ放送の表記（「デ」表記）や新聞・テレビ情報誌の番組表のラテ欄には表記されないなど、原則として別番組扱いとしている。

## 概要
1997年4月6日より『電磁戦隊メガレンジャー』（スーパー戦隊シリーズ）の放送時間が日曜7:30からに変更され、同8:00より放送の『ビーロボカブタック』（メタルヒーローシリーズ）と東映特撮作品が連続する形となった。この時点では現在のようなコンプレックスとしては位置付けられておらず、正式な枠名も存在しないものの、この改編期に関係者向けに出された、放送時間変更の告知のための葉書には「東映ヒーローアワー」という名称が使用されたこともある。2000年1月30日からは8:00より放送の『燃えろ!!ロボコン』(単発作品)の後番組として『仮面ライダークウガ』（仮面ライダーシリーズ）が開始され、日曜朝にスーパー戦隊・仮面ライダー作品を連続放送するヒーロー枠が形成された。翌年の『仮面ライダーアギト』では『百獣戦隊ガオレンジャー』と共に、両シリーズ作品の劇場版を併映し以降も恒例化するなど、東映2大ヒーロー（作品）の協力体制が従来よりも強化されるようになる。
2003年9月28日以降、東映とテレビ朝日は両番組の枠を1つのヒーロー番組総合枠として位置づけ、それに伴い『スーパーヒーロータイム』（ロゴ表記は「SUPERヒーロータイム」）の呼称が初めて用いられるようになった。これは同年10月に放送開始となる東宝制作・テレビ東京系列の特撮テレビドラマ『超星神グランセイザー』に対抗するための措置で、2004年以降もレギュラー枠に設定され、2005年度からはロゴ表記をすべてカナ文字に統一すると共に、地球儀をバックにしたロゴを導入した。また2007年3月から2011年までの間、前後の時間帯に放送されるテレビアニメをも含めた『ニチアサキッズタイム』に、本枠が内包されていた時期もあった。
2008年2月から2010年8月まで、地上デジタル放送では「スーパーヒーロータイム」として同枠の2番組で番組連動データ放送を実施した（各番組を視聴する方式で、内容は2番組とも同じ内容）。2010年9月5日放送開始の『仮面ライダーオーズ/OOO』と2011年2月13日放送開始の『海賊戦隊ゴーカイジャー』以降は、各番組独自のデータ放送に変更となった。
2017年10月1日より、本時間帯にて情報番組『サンデーLIVE!!』（テレビ朝日・朝日放送→朝日放送テレビ・メ〜テレ共同制作）が開始するのに伴い、本枠を構成する2番組もそれぞれ放送時間を変更。さらに本枠自体も同月以降それまでと放送順を入れ替える形で継続することが、同年9月10日 - 24日放送分の本枠内並びに「東映特撮YouTube Official」にてアナウンスされた。

## 編成

### 現在放送中の番組
- 9:00 - 9:30（第1枠） … 仮面ライダーガヴ（仮面ライダーシリーズ）
- 9:30 - 10:00（第2枠） … ナンバーワン戦隊ゴジュウジャー（スーパー戦隊シリーズ）

## ネット局
※2024年4月現在。

### ANNフルネット局
| 放送対象地域   | 放送局           | 系列           | 放送時間          | ネット状況 | 備考                              |
| -------------- | ---------------- | -------------- | ----------------- | ---------- | --------------------------------- |
| 関東広域圏     | テレビ朝日       | テレビ朝日系列 | 日曜 9:00 - 10:00 | 制作局     | 制作局                            |
| 北海道         | 北海道テレビ     | テレビ朝日系列 | 日曜 9:00 - 10:00 | 同時ネット |                                   |
| 青森県         | 青森朝日放送     | テレビ朝日系列 | 日曜 9:00 - 10:00 | 同時ネット |                                   |
| 岩手県         | 岩手朝日テレビ   | テレビ朝日系列 | 日曜 9:00 - 10:00 | 同時ネット |                                   |
| 宮城県         | 東日本放送       | テレビ朝日系列 | 日曜 9:00 - 10:00 | 同時ネット |                                   |
| 秋田県         | 秋田朝日放送     | テレビ朝日系列 | 日曜 9:00 - 10:00 | 同時ネット |                                   |
| 山形県         | 山形テレビ       | テレビ朝日系列 | 日曜 9:00 - 10:00 | 同時ネット | [ 注釈 6 ]                        |
| 福島県         | 福島放送         | テレビ朝日系列 | 日曜 9:00 - 10:00 | 同時ネット |                                   |
| 新潟県         | 新潟テレビ21     | テレビ朝日系列 | 日曜 9:00 - 10:00 | 同時ネット |                                   |
| 長野県         | 長野朝日放送     | テレビ朝日系列 | 日曜 9:00 - 10:00 | 同時ネット |                                   |
| 静岡県         | 静岡朝日テレビ   | テレビ朝日系列 | 日曜 9:00 - 10:00 | 同時ネット | [ 注釈 7 ]                        |
| 石川県         | 北陸朝日放送     | テレビ朝日系列 | 日曜 9:00 - 10:00 | 同時ネット |                                   |
| 中京広域圏     | 名古屋テレビ     | テレビ朝日系列 | 日曜 9:00 - 10:00 | 同時ネット |                                   |
| 近畿広域圏     | 朝日放送テレビ   | テレビ朝日系列 | 日曜 9:00 - 10:00 | 同時ネット | [ 注釈 8 ] [ 注釈 9 ] [ 注釈 10 ] |
| 広島県         | 広島ホームテレビ | テレビ朝日系列 | 日曜 9:00 - 10:00 | 同時ネット | [ 注釈 11 ]                       |
| 山口県         | 山口朝日放送     | テレビ朝日系列 | 日曜 9:00 - 10:00 | 同時ネット |                                   |
| 香川県・岡山県 | 瀬戸内海放送     | テレビ朝日系列 | 日曜 9:00 - 10:00 | 同時ネット |                                   |
| 愛媛県         | 愛媛朝日テレビ   | テレビ朝日系列 | 日曜 9:00 - 10:00 | 同時ネット |                                   |
| 福岡県         | 九州朝日放送     | テレビ朝日系列 | 日曜 9:00 - 10:00 | 同時ネット | [ 注釈 12 ] [ 注釈 13 ]           |
| 長崎県         | 長崎文化放送     | テレビ朝日系列 | 日曜 9:00 - 10:00 | 同時ネット |                                   |
| 熊本県         | 熊本朝日放送     | テレビ朝日系列 | 日曜 9:00 - 10:00 | 同時ネット |                                   |
| 大分県         | 大分朝日放送     | テレビ朝日系列 | 日曜 9:00 - 10:00 | 同時ネット |                                   |
| 鹿児島県       | 鹿児島放送       | テレビ朝日系列 | 日曜 9:00 - 10:00 | 同時ネット |                                   |
| 沖縄県         | 琉球朝日放送     | テレビ朝日系列 | 日曜 9:00 - 10:00 | 同時ネット |                                   |

### 他系列局で放送されている番組
いずれも遅れネット。両番組が別扱いとなるため、『スーパーヒーロータイム』枠は設定されていない。
| 放送対象地域   | 放送局             | 系列                          | 放送番組                                  | 備考        |
| -------------- | ------------------ | ----------------------------- | ----------------------------------------- | ----------- |
| 山梨県         | 山梨放送           | 日本テレビ系列                | スーパー戦隊シリーズ                      |             |
| 山梨県         | テレビ山梨         | TBS系列                       | 仮面ライダーシリーズ                      |             |
| 富山県         | 北日本放送         | 日本テレビ系列                | スーパー戦隊シリーズ                      | [ 注釈 14 ] |
| 福井県         | 福井放送           | 日本テレビ系列 テレビ朝日系列 | 仮面ライダーシリーズ                      |             |
| 福井県         | 福井テレビ         | フジテレビ系列                | スーパー戦隊シリーズ                      |             |
| 島根県・鳥取県 | 山陰放送           | TBS系列                       | 仮面ライダーシリーズ                      |             |
| 島根県・鳥取県 | さんいん中央テレビ | フジテレビ系列                | スーパー戦隊シリーズ                      |             |
| 徳島県         | 四国放送           | 日本テレビ系列                | 仮面ライダーシリーズ スーパー戦隊シリーズ |             |
| 高知県         | テレビ高知         | TBS系列                       | スーパー戦隊シリーズ                      | [ 注釈 15 ] |
| 宮崎県         | 宮崎放送           | TBS系列                       | 仮面ライダーシリーズ スーパー戦隊シリーズ | [ 注釈 16 ] |

## タイトルバックと「スーパーヒーロータイム・エンディング」
本枠の成立に伴い、スーパー戦隊の冒頭部と仮面ライダーの終了後(時間変更後は仮面ライダーの冒頭部とスーパー戦隊の終了後)にそれぞれ10秒程度のタイトルバックと、「スーパーヒーロータイム・エンディング」と呼ばれるミニコーナーが挿入されるようになった。ただし夏場や年末年始など本枠に含まれる作品の劇場版が公開される時期や、後述の通り放送休止によって枠自体が成立しない場合などにはこれらが省略されることもあり、特に劇場版の制作回数が増えた2008年度から2017年度前期にかけては、より顕著にその傾向が見られるようになっていた。現在の放送時間帯へ移動した2017年度後期以降は劇場版の制作本数の減少などもあり、エンディングについては改編期でない限りは挿入されるようになっている。
タイトルコールは基本的に各作品の出演者やナレーション担当者によって行われるが、2005年度から3期にわたってタイトルコールを手掛けたレニー・ハートのように、必ずしもそれに当てはまらないケースもある。2005年度後期から2009年度前期まではエンディングで仮面ライダー側の内容(2006年度、2007年度はスーパー戦隊も含む)について各番組の出演者やキャラクター、ナレーション担当者などが振り返るトーク、2015年度後期を除く2008年度から2016年度前期まではタイトルバックでその日の両番組（2008年度はスーパー戦隊のみ）の見どころを、2013年度後期を除く2009年度後期から2014年度前期まではエンディングで両番組のハイライトをレッド・主役ライダー(週によってはレッド以外のメンバーや2号ライダー)のやり取りやキャラクター、ナレーション担当者などの案内で紹介していたが、前者は2016年度後期、後者は2014年度後期以降は紹介ナレーションは無くなり、単に「スーパーヒーロータイム、スタート!」「スーパーヒーロータイム、また見てね!」と各作品の出演者がコールするのみである。また、2003年度・2004年度の途中からエンディングは仮面ライダー側はテーブルゲームなどのミニゲーム、スーパー戦隊側はじゃんけん（2003年度）・戦士紹介（2004年度）を交互に、2013年度後期・2014年度後期・2016年度前期のエンディングはその時の両シリーズに因んだゲームコーナーになっていた。「スーパーヒーロータイム・エンディング」は両シリーズのPRを目的としたコーナーであり、演出は主に柴﨑貴行など仮面ライダー側の助監督が手掛けることが多い。これらのタイトルバックや「スーパーヒーロータイム・エンディング」は視聴者から両シリーズの映像ソフトへの収録を要望する声も多く寄せられているものの、権利関係が複雑になることから収録の予定はないことが制作側よりアナウンスされている。
テーマBGMは、枠成立当初の2003年度はフリー音源を使用。その後2004年度からは独自のものを使用しており、これまでに2005年度・2008年度・2012年度・2017年度に刷新されており、2018年度後期以降は年度・時期毎に(時期によってはタイトルバックのみ)刷新している。いずれの場合も音源化がなされており、刷新した年度のスーパー戦隊側で発売されたサウンドトラックの1曲目に収録されている。放送時間変更後の2020年度後期では、仮面ライダー側で発売されたサウンドトラックの1曲目に収録されている。

## 放送休止・変更
スーパー戦隊シリーズと仮面ライダーシリーズのどちらかの番組、もしくは両番組が休止になる場合がある。その場合、この枠は成立しない。
- 全日本大学駅伝対校選手権大会（11月第1日曜） - 両番組とも休止[注釈 18]
- 年末もしくは年始（12月29日 - 1月4日） - 両番組とも休止[注釈 19]

枠移動前である2017年度までは、全米女子オープンゴルフ中継（7月）によりスーパー戦隊シリーズのみが、2019年度までは全米オープンゴルフ中継（6月中旬）により両番組とも放送休止となる場合があった（開催地の時差により休止されない場合もあった。後者は開催地の時差によっては休止とならない場合や、片方の番組のみ通常通り放送となる場合もあった）。上記以外にも、オリンピック、世界水泳、FIFAワールドカップといったスポーツ中継、それに特別番組により休止となる場合もある。
朝日放送テレビでは全国高校野球選手権大会中継を行う場合、両番組の放送日時が変更される。この時期には全国的に『スーパーヒーロータイム』のタイトル部分がカットされ、同時期に公開されるスーパー戦隊シリーズ及び仮面ライダーシリーズの劇場映画版の予告編が両番組の最後に挿入される。枠移動後の高校野球の記念大会の際は、全国ネット部分である開会式中継が日曜である場合、放送日時が重なることから、仮面ライダーシリーズのみ全ネット局で休止となる場合があった（開会式が中止の場合も関連特番が編成されるため休止）。
放送が予定されながらも、有事の場合はANN報道特別番組が編成され休止になる例もある。2011年3月13日には東日本大震災に伴う報道特番のため、スーパーヒーロータイムを含むニチアサキッズタイム全体が放送予定を1週順延する形で休止となった。2015年2月1日にはISILによる日本人拘束事件に伴う報道特番のため、スーパー戦隊シリーズのみ同様の措置が取られている。

## 見逃し配信
2015年10月より、東映が開設したスマートフォン向け映像アプリの東映特撮ファンクラブにおいて、仮面ライダーシリーズとスーパー戦隊シリーズの当日放送分の見逃し配信を実施している。配信は2022年夏まで、両シリーズの放送終了後となる日曜10:00（2017年秋の時間変更前は同8:30更新）更新だった。2022年春以降、Amazon Prime VideoとTELASAでも見逃し配信を開始したため、2022年秋以降は東映特撮ファンクラブとTELASAでは仮面ライダーシリーズは日曜9:30、スーパー戦隊シリーズは同10:00更新、Amazon Prime Videoでは両シリーズ共に水曜10:00更新である。2023年春より、TVerとABEMAの見逃し配信の配信を開始。これらの更新時間は東映特撮ファンクラブとTELASAの更新時間に準拠している。